# 山本暁
山本 曉（やまもと あきら、4月10日 - ）は、東京都出身の映画監督、映像作家。叔父は、映画監督の山本暎一。

## 来歴・人物
TV番組制作にて再現ドラマ等のアシスタントからキャリアをスタートし、幾つかの番組に携わる。 Vシネマや映画で助監督を担当。
2007年に商業長編作品『HANA～天使の人形～』でデビュー。2009年、自身が代表を務める「秘密基地」というミュージックビデオやショートフィルム等を主に企画・制作、撮影を行なうユニットを立ち上げる。

## 監督作品

### 映画
- HANA～天使の人形～（2007年 出演者：紺谷みえこ、国分佐智子、布川敏和、志賀廣太郎、草村礼子、キートン山田 他）
- 鼓動 ～三宅島と結ぶ 180kmのテープ～（2009年 出演者：セカハン　語り：青木伸輔）
- 小さな世界 ～it is a small world～（2009年 出演者：津田寛治）
- 日なたの家族（2012年 出演者：佐藤貢三、中村有沙、宮前希依、青木伸輔、前野朋哉、横大路伸）
- 蟻の一穴（2015年 出演者：河合美智子、江川征斗、青木伸輔、宮本大誠）
- 華うつろ花は咲く（2017年 出演者：畠中清羅、笹野鈴々音、龍坐、黒岩司、中村有沙、世志男、中野剛、河合美智子）

## 上映歴・受賞歴など
『小さな世界』
- 西東京市民映画祭 コンペティション部門 入選作品

『大地に消ゆ』
- 第８回芸術科学会展 ビジュアルアート部門 最優秀賞受賞（2010年）

『日なたの家族』
- ハンブルク日本映画祭（ドイツ）上映
- 第９回SKIPシティ国際Dシネマ映画祭　短編部門ノミネート
- 第８回山形国際ムービーフェスティバル 県知事賞受賞。
- 映文連アワード2013 優秀賞受賞
- 福井駅前短編映画祭 フェニックス賞受賞

『蟻の一穴』
- - 新人監督映画祭　ノミネート
  - 第6回O!!ido短編映画祭　監督賞受賞
  - 第4回岩槻映画祭　ノミネート
  - 福井駅前短編映画祭2017　ベストアクター賞受賞
  - 福井駅前短編映画祭2017　協賛企業賞受賞

## ミュージックビデオ
- ヒメノアキラ『勇敢な鳥』（2009年）
- 『大地に消ゆ』（2009年　楽曲：Chouchou「coma」 プロデューサー：酒井りゅうのすけ（株式会社エイブル・シード））
- Temp5『Ｈ』（2010年）
- フーバーオーバー『DC7』（2011年）
- mazeel band『COLORFUL』（2011年　出演:池田光咲）
- MiVK『STARLAND』（2012年）
- Lyu:Lyu『アノニマス』（2012年）
- フーバーオーバー『北緯３８度』（2012年）
- Lyu:Lyu『回転』（2013年）
- 谷修『風日向』（2013年）
- Lyu:Lyu『Seeds』（2013年）

## TVCM
- ファイテン　高橋尚子 「がんばれＱちゃん　Air篇」（2008年）

## アニメーション
- WOLFGANG THE SONIC SHOW（2007年　[共同監督（船本恵太監督）